# Réforme de l'orthographe allemande de 1996

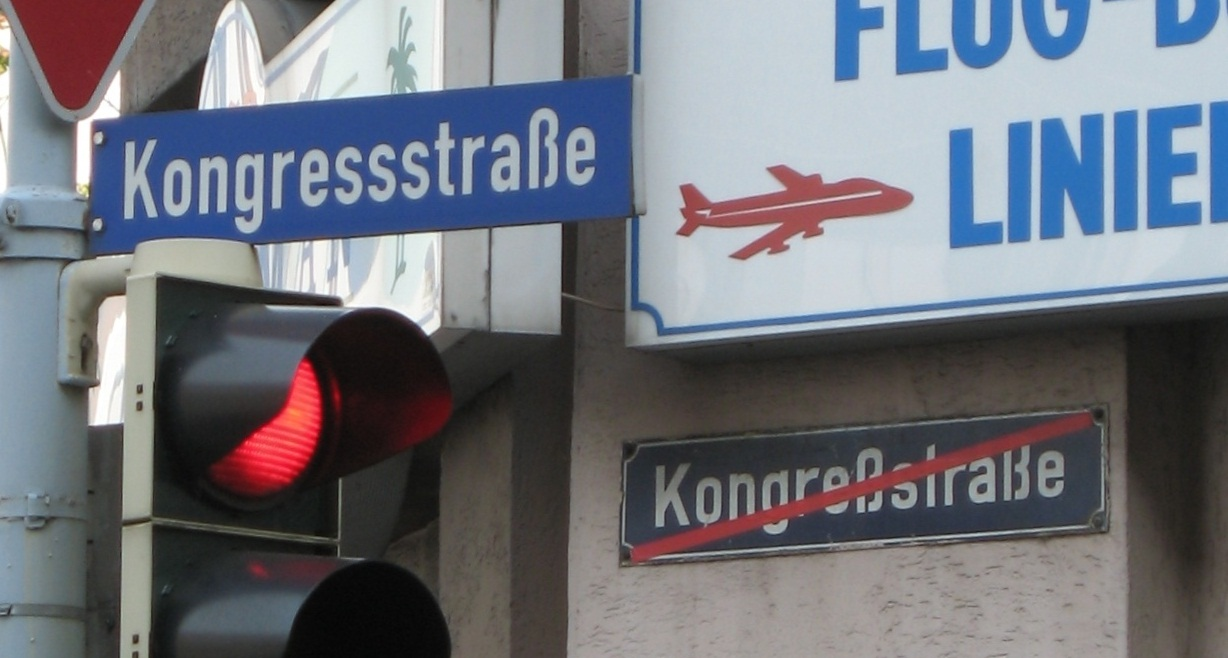
Signe de nom de rue à Aix-la-Chapelle appliquant la dernière réforme orthographique de l'allemand.

La réforme de l’orthographe allemande de 1996 est un accord signé en 1996 par les gouvernements des pays germanophones pour une réforme de l'orthographe et de la ponctuation de l'allemand. Le projet de réforme y est largement rejeté par les écrivains et la presse. Deux révisions dudit projet sont nécessaires pour que l’orthographe réformée soit adoptée, en 2006, par les écoles et la presse.
La réforme concerne des domaines variés : les Fremdwörter (mots d'emprunt), les mots composés, les irrégularités orthographiques, la césure, la capitalisation, la virgule.

## Histoire
En 1980, le Cercle de travail international pour l'orthographe fut fondé, qui accueillit des linguistes allemands, autrichiens et suisses. Deux Conversations de Vienne eurent lieu en 1986 et 1990, auxquelles furent invités des représentants des pays et régions germanophones. En 1992, le cercle publia ses propositions de réforme et la troisième Conversation de Vienne de 1994 en recommanda officiellement l'adoption. Le 1er juillet 1996, l'Allemagne, la Suisse, l'Autriche et le Liechtenstein s'engagèrent à adopter la réforme. Toutefois, le Luxembourg, dont l'une des langues officielles est l'allemand, n'a pas apposé sa signature à la réforme.
L'ancienne graphie devait y rester valable — mais déconseillée — jusqu'au 31 juillet 2005. Les écrivains et la presse de langue allemande rejetèrent avec véhémence ce projet de « réforme » jugée dévastatrice. Dès 1998, le Land de Schleswig-Holstein vota le retour à l'orthographe classique. Le journal Frankfurter Allgemeine Zeitung prit une décision similaire en 2000. En août 2004, ce fut au tour des éditeurs Spiegel et Springer, ainsi qu'au journal Süddeutsche Zeitung d'annoncer une intention similaire.
En 1997, une commission interétatique pour l'orthographe allemande fut créée. Sur l'ordre des ministres de l'Éducation des Länder, elle avait pour mission d'accompagner l'introduction de nouvelles règles et de clarifier d'éventuels cas douteux. Son successeur est le Rat für deutsche Rechtschreibung (Conseil pour l'orthographe allemande), qui commença son travail le 17 décembre 2004. Il élabora des recommandations de modifications, surtout dans les domaines des mots composés et de la capitalisation. Dans nombre de cas, ces modifications signifiaient un retour vers l'ancienne graphie.
Le 2 mars 2006, les ministres de l'Éducation des Länder approuvèrent les recommandations du conseil. L’application de la « réforme de l’orthographe » telle que le conseil l’avait corrigée (Amtliches Regelwerk, 2006) fut rendue obligatoire dans les écoles dès l’année scolaire 2006–2007 (Schulrechtschreibung). La presse elle aussi utilise l’orthographe réformée de 2006, parfois avec des modifications conservatrices.
En vue d’un plus large assentiment à la réforme orthographique, le linguiste Theodor Ickler, un des critiques de renom de la réforme orthographique de 1996, a récemment reproposé au Conseil d’abroger les règles qui obligent les élèves et leurs professeurs à écrire certains éléments pronominaux et adverbiaux avec une majuscule (comme au XIXe siècle), et d’accepter les quelques exceptions orthographiques traditionnelles, toujours utilisées par la presse.

## Changements concernant la graphie
Nota : dans les exemples, l'ancienne graphie est indiquée entre parenthèses à titre de comparaison.
- L'eszett (ß = ss) s'emploie uniquement après une voyelle longue ou une diphtongue.
  - bisschen (bißchen), Fass (Faß), du musst (du mußt)

mais toujours
  - Grüße, bloß, beißen.

Ce changement ne concerne pas la Suisse, qui a déjà aboli le ß dans les années 1930. L'usage de la graphie SS est obligatoire en lettres capitales, où le eszett n'existe pas.
- L'orthographe de certains mots dérivés est rapprochée de la racine, et celle de mots de la même famille est homogénéisée. Le changement en profite pour utiliser, le cas échéant, une consonne double après les voyelles courtes.
  - essenziell à partir de Essenz (essentiell restera possible)
  - aufwändig à partir de Aufwand  (aufwendig restera possible)
  - nummerieren comme Nummer (numerieren)
  - Tipp comme tippen (Tip)
  - platzieren comme Platz (plazieren)
- L'orthographe de certains mots « difficiles » est simplifiée par homologie.
  - Känguru comme Gnu, Karibu (Känguruh)
  - rau comme genau, blau (rauh)
- Trois consonnes consécutives dans les mots composés ne sont jamais réduites à deux.
  - Geschirrrückgabe (ou alternativement Geschirr-Rückgabe) de Geschirr+Rückgabe (Geschirrückgabe, « rangement à vaisselle »)
  - Stofffarbe (ou Stoff-Farbe, « teinture ») de Stoff et Farbe, ou Schifffahrt, de Schiff (« bateau ») et Fahrt (« voyage »)
- Certaines graphies alternatives sont acceptées.
  - Albtraum (Alptraum, « cauchemar »)
- Certains Fremdwörter (mots d'origine étrangère) sont germanisés, mais la graphie traditionnelle reste valable.
  - Delfin (Delphin)
  - Tunfisch (Thunfisch)
  - Jogurt (Joghurt)
  - Fonologie (Phonologie)
  - Majonäse (Mayonnaise).

## Capitalisation
La capitalisation est rendu logique : les substantifs prennent systématiquement la majuscule et les autres entités grammaticales sont (si possible) écrites en minuscules.
- Les adjectifs ordinaux substantivés s'écrivent avec la majuscule :
  - der Dritte (der dritte)
- Les substantifs dans les expressions figées prennent la majuscule :
  - des Weiteren (des weiteren)
  - im Allgemeinen (im allgemeinen)
  - in Acht nehmen (in acht nehmen)
- Les noms de langues avec préposition prennent la majuscule :
  - auf Dänisch (auf dänisch)
- Les adjectifs dans les expressions qui forment un nom, sans toutefois être une entité à part entière (notamment un titre honorifique, un nom de race ou d'espèce, un événement historique ou un jour spécial), prennent la minuscule :
  - erste Hilfe (Erste Hilfe) « premiers secours »
  - das schwarze Brett (das Schwarze Brett)
  - die schwarze Magie (die Schwarze Magie)
  - die schwarze Messe (die Schwarze Messe)

mais toujours
  - der Nahe Osten « le Proche-Orient »
  - der Zweite Weltkrieg « la Seconde Guerre mondiale »
  - Erster Bürgermeister « premier bourgmestre » (pas d'équivalent français exact)
- Les adjectifs tirés de noms propres prennent normalement la minuscule :
  - das ohmsche Gesetz ou, alternativement, das Ohm'sche Gesetz (das Ohmsche Gesetz)
- Les pronoms personnels dans les lettres prennent la minuscule :
  - du (Du)
- Les noms de moments de la journée prennent toujours la majuscule :
  - heute Abend (heute abend) « ce soir »
  - gestern Abend (gestern abend) « hier soir »
- Après les deux-points, la capitalisation est libre

## Séparation en plusieurs mots
S'écrivent en plusieurs mots :
- Les verbes dont la particule est un nom, un infinitif, un participe ou un adverbe :
  - Rad fahren (radfahren, « aller à vélo »)
  - kennen lernen (kennenlernen, « apprendre (à connaître), se familiariser »)
  - auseinander gehen (auseinandergehen, « se disperser, diverger »)
- Les verbes dont la particule est un adjectif que l'on peut modifier (par ex. préfixer de ganz ou le mettre au comparatif) :
  - fern(er) liegen (fernliegen)

mais toujours
  - fernsehen (fernsehen, « télévisionner »)
- Les participes dont l'infinitif s'écrit en plusieurs mots :
  - allein erziehend < allein erziehen (alleinerziehend, « autodidacte »)
- Certaines expressions figées :
  - im Stande sein (imstande sein)
  - in Frage stellen (infrage stellen, encore valable)

Le trait d'union :
- peut être utilisé dans les mots composés pour en faciliter la compréhension :
  - Irak-Krieg (Irakkrieg)
  - Geschirr-Rückgabe (Geschirrückgabe, mais Kaffee-Ersatz)
- doit être utilisé pour relier nombres et lettres : 
  - 28-jährige (28jährige)
  - 4-fach     (4fach)

## Utilisation de la virgule
La virgule devient optionnelle :
- entre propositions reliées par und et oder :
  - Ich trinke und er redet Käse. (Ich trinke, und er redet Käse.)
- pour séparer une proposition infinitive :
  - Ich versuche es zu machen. (Ich versuche, es zu machen.)

Toutefois elle doit être gardée pour lever les ambiguïtés :
  - Er empfiehlt, ihr zu helfen.
  - Er empfiehlt ihr, zu helfen.

## Césure
- La césure se fait par syllabe : 
  - da-rum (avant : dar-um)
  - Lis-te (avant : Li-ste)
- Le digramme ck ne se coupe plus : 
  - We-cker (avant : Wek-ker, avec transformation du c en k)

## Polémique
Une polémique enfle, en Allemagne, au sujet de la réforme.
Les détracteurs de la réforme pointent différents problèmes.
- Les incohérences de la réforme, notamment :
  - la suppression, par exemple, du ph en faveur de f dans les Fremdwörter, mais pas d'autres irrégularités : Orthografie ;
- la perte étymologique dans les Fremdwörter : Portmonee renseigne peu sur son origine ;
- les règles sur la capitalisation : die Übrigen/die anderen ;
- la classification fautive de certains mots : dans es tut mir leid, leid n'est pas un substantif mais bien un adjectif, pourtant la réforme exige de le capitaliser (es tut mir Leid) ;
- l'incohérence de la césure : We-cker (auparavant Wek-ker). Le ck, lettre double, appartient aux deux syllabes (Silbengelenk). La nouvelle césure laisserait croire que la première syllabe est ouverte, donc longue ;
- la production d’ambiguïtés : badengehen, « subir un échec », et baden gehen, « aller se baigner », s'écrivent tous deux baden gehen ;
- l'invention de nouveaux mots sous prétexte d'un changement orthographique : nummerieren s'ajoute à numerieren (encore correct). De plus, certains ajouts (Zierrat) se prononcent différemment de leur ancienne orthographe (Zierat) ;
- le caractère arbitraire et « anti-démocratique » de certaines simplifications, l'évolution naturelle de la langue devant être seule à la source des réformes orthographiques ;
- la nécessité de « traduire » les auteurs allemands pour les écoliers et les lycéens de peur que ces auteurs n'apparaissent « vieillis » ;
- la difficulté pour les parents, formés à l'ancienne graphie, d'aider leurs enfants ;
- le phénomène propre à la langue allemande réformée des trois consonnes identiques consécutives.

Les défenseurs de la réforme soutiennent en revanche :
- qu'une bonne partie des difficultés orthographiques ont été supprimées ;
- qu'un retour à l'orthographe classique occasionnerait à nouveau des coûts importants pour les collectivités publiques et les entreprises ;
- qu'un retour à l'orthographe classique serait source de confusion pour les écoliers, formés à la nouvelle orthographe ;
- qu'elle a permis de retirer la compétence linguistique à une entreprise privée, pour la remettre aux États ;
- qu'une partie des critiques sont infondées : le cas de baden gehen, qui signifie à la fois subir un échec (auparavant badengehen) et aller se baigner (auparavant baden gehen), concernait déjà certaines formes conjuguées (ich gehe baden) ; aussi aucune nouvelle ambiguïté n'a été ajoutée.